# Parafia św. Mikołaja w Łące
Parafia św. Mikołaja w Łące – parafia rzymskokatolicka w Łące, w dekanacie Pszczyna, archidiecezja katowicka.

## Początki wsi i parafii
Wieś Łąka powstała  na przełomie XIII i XIV wieku, w okresie zakładania wsi na prawie niemieckim. Jako wieś typu kolonizacyjnego posiadała teren pod budowę kościoła i pola uprawne, mające zapewnić samowystarczalność gospodarczą proboszcza. Pierwszą pewną datą w historii wsi jest jednak dopiero 2 III 1449, kiedy to sporządzono dokument o darowaniu dochodów z Łąki na rzecz kościoła w Pszczynie.

## Historia parafii
Od czasu powstania parafia w Łące administracyjnie wiązała się z diecezją krakowską, z racji przynależności do ziemi pszczyńskiej. W listopadzie 1598 wizytacji kościelnej (pierwszej po soborze trydenckim) dekanatu pszczyńskiego dokonał archidiakon krakowski Krzysztof Kazimirski na zlecenie biskupa Jerzego Radziwiłła. Według sporządzonego sprawozdania drewniany kościół pw. św. Jadwigi w Villa Łąka znajdował się w rękach protestantów.
Wskutek nacisków Karola Promnitza – pana na Pszczynie, nastąpiła luteranizacja parafii w Łące i trwała od 1568 do 1653 roku. 22 kwietnia 1658 pożar strawił cały budynek kościelny. Jednak 2 lata później stanął już nowy kościół pw. św. Mikołaja, a od 1664 roku pierwszym proboszczem po rekatolicyzacji został ks. Albert Chłądowicz.  W latach 1821–1922 parafia Łąka, wraz z całym dekanatem pszczyńskim, należała do diecezji wrocławskiej.
Druga połowa XIX wieku to czas Kulturkampfu. Ówczesny proboszcz łącki – ks. Antoni Philippi, był szykanowany i dwukrotnie więziony za głoszenie kazań po polsku. Po pierwszej wojnie światowej i powstaniach śląskich dekanat pszczyński znalazł się w obrębie państwa polskiego, a od 1925 roku wszedł w skład diecezji katowickiej. Proboszczem w Łące został ks. Piotr Klimek. Po II wojnie władze szykanowały i próbowały podporządkować sobie proboszcza, którym był ks. Franciszek Dobrowolski. Dalsza historia parafii w Łące wiąże się ściśle z historią ówczesnej diecezji, obecnie – archidiecezji katowickiej.

## Kościół parafialny
Nie ma pewnych wiadomości o pierwszym kościele, który spłonął wraz z dokumentami w 1658 roku. Odbudowany w ciągu dwóch lat drewniany kościół otrzymał wezwanie św. Mikołaja. W XIX wieku został rozbudowany i podmurowany. Wnętrze, po ostatniej przebudowie, zostało otynkowane i wielokrotnie przemalowane. Na emporze znajdują się zabytkowe organy z 1865 roku. Na uwagę zasługuje też barokowy ołtarz główny z obrazem olejnym przedstawiającym św. Mikołaja. Po bokach umieszczone są drewniane figury św. Piotra i Pawła, a w nawie głównej obrazy Wniebowzięcia NMP i św. Jadwigi.

## Zabytkowa dzwonnica
Wzniesiona w 1660 roku dzwonnica o konstrukcji słupowej jest dziś jednym z cenniejszych zabytków budownictwa drewnianego na Śląsku. We wnętrzu są 3 dzwony, najstarszy – gotycki pochodzi z XV wieku.

## Proboszczowie[2][3]
- Ks. Błażej Omastowski, ok. 1628-ok. 1664,
- Ks. Wojciech Chłądowicz, 1664–1675,
- Ks. Wawrzyniec Orawski, 1675–ok. 1690,
- Ks. Jerzy Aleksy Stachurski, 1690–1695,
- Ks. Fabian Sebastian Rostabiński, 1695–1697,
- Ks. Franciszek Józef Tręblowicz, 1697–1724,
- Ks. Franciszek Jan Danecki, 1724–1750,
- Ks. Karol Posadowski, 1751–1756,
- Ks. Józef Gay, 1756–1768,
- Ks. Józef Solga, 1769–1800,
- Ks. Fryderyk Borówka, 1800–1841,
- Ks. Jakub Lux, administrator 1841–1842,
- Ks. Antoni Stabik, administrator 1842–1843,
- Ks. Alojzy Sznapka, administrator 1843–1844,
- Ks. Franciszek Gach, administrator 1844–1846, proboszcz 1846–1848,
- Ks. Augustyn Rogier, administrator 1848–1857, proboszcz 1857–1858,
- Ks. prałat Antoni Philippi, 1858–1910,
- Ks. Jan Koziełek, 1911–1924,
- Ks. Piotr Klimek, 1924–1931,
- Ks. Augustyn Zając, administrator 1931,
- Ks. Franciszek Kałuża, 1931–1948,
- Ks. Franciszek Dobrowolski, administrator 1948–1958, proboszcz 1958–1964,
- Ks. Alfred Blaucik, rektor 1964,
- Ks. Franciszek Hornik, administrator 1964–1972,
- Ks. Józef Jaksik, 1972–1986,
- Ks. Antoni Pohl, 1986–1996,
- Ks. Włodzimierz Pielesz, administrator ex currendo 1996,
- Ks. Jan Henczel, 1996–2004,
- Ks. Joachim Oleś, 2004–2014,
- Ks. Alojzy Sobik, 2014–2022
- Ks. Leszek Kozik od 2022